# Georg Johannesen
Georg Johannesen (né le 22 février 1931 à Bergen en Norvège et mort le 24 décembre 2005 en Égypte) est un poète, dramaturge et écrivain norvégien.
Il a aussi publié sous le pseudonyme de Guri Johns.

## Biographie
Johannesen étudie la littérature à Oslo, sa thèse porte sur Olaf Bull. Dès 1957, son premier roman Automne en Mars est remarqué.
En 1967, le scandale de sa pièce Kassandra aux propos jugés blasphématoires le rend célèbre. Johannesen est ensuite professeur de rhétorique à l'Université de Bergen.
En 2000, il reçoit le prestigieux prix de l'Académie Norvégienne.

## Publications

### Roman
- Høst i mars (Automne en Mars), 1957
- Johannes' bok, 1978
- Simons bok, 1980
- Romanen om Mongstad, 1989 (sous le pseudonyme de Guri Johns)

### Poésie
- Dikt 1959 (Poèmes 59), 1959
- Ars Moriendi eller de syv dødsmåder, Oslo, Gyldendal Norsk Forlag, 1965
- Nye Dikt (Nouveaux Poèmes), 1966
- Ars Vivendi, 1999

### Théâtre
- Kassandra, 1967

### Traductions françaises
- Vivre en dépit des jours : trois poètes du Nord : Bo Carpelan, Georg Johannesen, Lars Norén  (trad. Lucie Albertini et Carl-Gustaf Bjurström), Paris, F. Maspero, 1977, contient Ars Moriendi ou les sept façons de mourir (1965).

## Distinctions
- 1999 : Prix Cappelen 1999
- 2000 : Prix de l'Académie Norvégienne